# TSG Sprockhövel
TSG 1881 Sprockhövel é uma agremiação esportiva, fundada em 1881, sediada em Sprockhövel, na Renânia do Norte-Vestfália. Contando com cerca de 2.500 membros, o TSG abrange departamentos de atletismo, badminton, basquete, budō, dança, ginástica, handebol, natação, tênis de mesa, tênis, triatlo, vôlei, entre outras atividades físicas.

## História
Foi criado como Turngemeinde Sprockhövel. Em 1938 muda seu nome para Turnverein Sprockhövel após se fundir com o Sportverein Sprockhövel, fundado em 1907. Entre 1922 e 1927 militou na liga mais importante da região e enfrentou equipes importantes como FC Schalke 04, MSV Duisburg e Borússia Dortmund.
Porém, desde a década de 1930, passou nas ligas regionais mais baixas até que uma série de acessos à finais no século XX o levaram até a Oberliga Westfalen em 2000. Desde então, o clube alternou constantemente acessos e descensos até retornar à quinta divisão em 2012, até que um terceiro lugar na temporada 2015/16 lhe outorgou o acesso à Regionalliga West logo que o SpVgg Erkenschwick declinou ascender.

## Títulos
- Verbandsliga Westfalen – Grupo 2: 4 (V): 2000, 2002, 2007, 2009;

## Retrospecto
- 1996-97 (VI) Landesliga 1ª
- 1997-98 (V) Verbandsliga 2 Westfalen 9ª
- 1998-99 (V) Verbandsliga 2 Westfalen 9ª
- 1999-00 (V) Verbandsliga 2 Westfalen 1ª
- 2000-01 (IV) Oberliga Westfalen 16ª
- 2001-02 (V) Verbandsliga 2 Westfalen 1ª
- 2002-03 (IV) Oberliga Westfalen 15ª
- 2003-04 (IV) Oberliga Westfalen 16ª
- 2004-05 (IV) Oberliga Westfalen 16ª
- 2005-06 (V) Verbandsliga 2 Westfalen 3ª
- 2006-07 (V) Verbandsliga 2 Westfalen 1ª
- 2007-08 (IV) Oberliga Westfalen 18°
- 2008-09
- 2009-10 NRW-Liga 9°
- 2010-11 Westfalenliga 2
- 2011-12 Westfalenliga 2
- 2012-13 (V) Oberliga Westfalen 10°
- 2013-14 (V) Oberliga Westfalen 11°
- 2014-15 (V) Oberliga Westfalen 14°
- 2015-16 (V) Oberliga Westfalen 3°
- 2016-17 (IV) Regionalliga West